# Engrama
Engrama, na neuropsicologia, é um traço ou marca no comportamento por influência de uma experiência física.